# 티모시 레이 브라운
티모시 레이 브라운(Timothy Ray Brown, 1966년 3월 11일 ~ 2020년 9월 29일)은 미국의 성소수자이자 번역가이다. 독일 유학중 인간면역결핍 바이러스에 감염됐다가 투병중 백혈병에 걸린 뒤 CCR5-Δ32 유전자를 가진 골수 조혈모세포를 이식받아 HIV에서 완치된 사람으로 베를린 환자(The Berlin Patient)로 알려져있다. 그러나 이후 2020년 9월 백혈병으로 사망했다.

## 같이 보기
- HIV 본태성 내성
- HIV/AIDS 연구